# Neocenchrea pallida
Neocenchrea pallida är en insektsart som beskrevs av Metcalf 1938. Neocenchrea pallida ingår i släktet Neocenchrea och familjen Derbidae. Inga underarter finns listade i Catalogue of Life.